# Elbebrücke Roßlau (Straße)
Die Elbebrücke Roßlau ist eine 287 m lange Straßenbrücke, die in Roßlau die Elbe bei Stromkilometer 257,65 sowie die Rossel kurz vor deren Mündung überspannt. Das Bauwerk liegt im Zuge der Bundesstraße 184, die Leipzig mit Magdeburg verbindet.

## Brücke von 1583

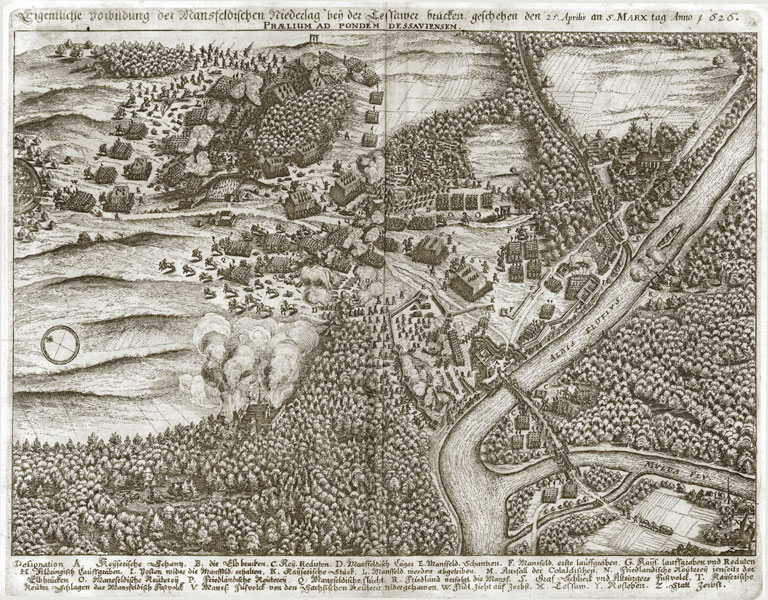
Stich mit der Darstellung der Schlacht an der Brücke

Dessau entstand als Handelsplatz westlich der Mulde an einer Kreuzung einer in Ost-West-Richtung verlaufenden Handelsstraße, an der eine Brücke über die Mulde ebenso wie eine Mühle seit 1180 urkundlich erwähnt sind. Die erste feste Elbquerung, von der Pfahlreste gefunden wurden und von der eine zeitgenössische Zeichnung existiert, wurde am 24. Dezember 1583 eingeweiht. Das Bauwerk initiierte der Fürst Joachim Ernst zu Anhalt, die Brüder Peter und Bernhard Niuron planten es. Die ungefähr 300 m lange Holzbrücke besaß zwölf Öffnungen, die mit bis zu 21 m weit spannenden Sprengwerkkonstruktionen überspannt wurden. Die Pfeiler der etwa 9 m breiten Brücke bestanden aus gerammten Holzpfahlgruppen. In der Brückenmitte befand sich eine Zugbrücke mit Brückenhaus und die Brückenenden waren mit Toren gesichert. Die Baukosten beliefen sich auf 5305 Taler. Schon drei Jahre später waren die Gesamteinnahmen aus dem Brückenzoll größer als die Baukosten.
Im Dreißigjährigen Krieg fand am 25. April 1626 an der Brücke die Schlacht bei Dessau statt, die mit einem Sieg des kaiserlichen Heeres unter Wallenstein endete. Fünf Jahre später, am 20. Mai 1631, wurde die Brücke auf Befehl des Heerführers der kaiserlichen Truppen, Tilly, durch den Hauptmann Niedrum in Brand gesetzt und zerstört.

## Brücke von 1739
Nachdem 1682 an Stelle der zerstörten Brücke eine Gierfähre in Betrieb genommen worden war, die um 1735 durch eine Pontonbrücke ersetzt wurde, kam es 1739 unter der Regentschaft des Fürsten Leopold I. erneut zum Bau einer Holzbrücke. Das Bauwerk hatte 12 oder 13 Öffnungen mit Längen von 14 m bis 22 m. Die Pfeiler bestanden aus drei Holzpfahlreihen. Während des Siebenjährigen Krieges kam es 1759 zu einem teilweisen Rückbau der Brücke. Am 4. März 1784 zerstörte schließlich ein Hochwasser mit starkem Eisgang die zweite Brückenkonstruktion (vgl. Hochwasser 1784).

## Brücke von 1787
Baubeginn der dritten Elbebrücke war schon am 2. März 1787. Im November war das Bauwerk fertiggestellt, die Baukosten betrugen 80.000 Taler. Die hölzerne Konstruktion hatte neun oder zehn Öffnungen mit Längen von 22 m. 1789 entstand am südlichen Elbufer das Elbzollhaus nach Plänen Friedrich Wilhelms von Erdmannsdorff. Nach der verlorenen Schlacht bei Jena und Auerstedt wurde die Holzbrücke am 18. Oktober 1806 von fliehenden preußischen Truppen niedergebrannt.

## Brücke von 1836

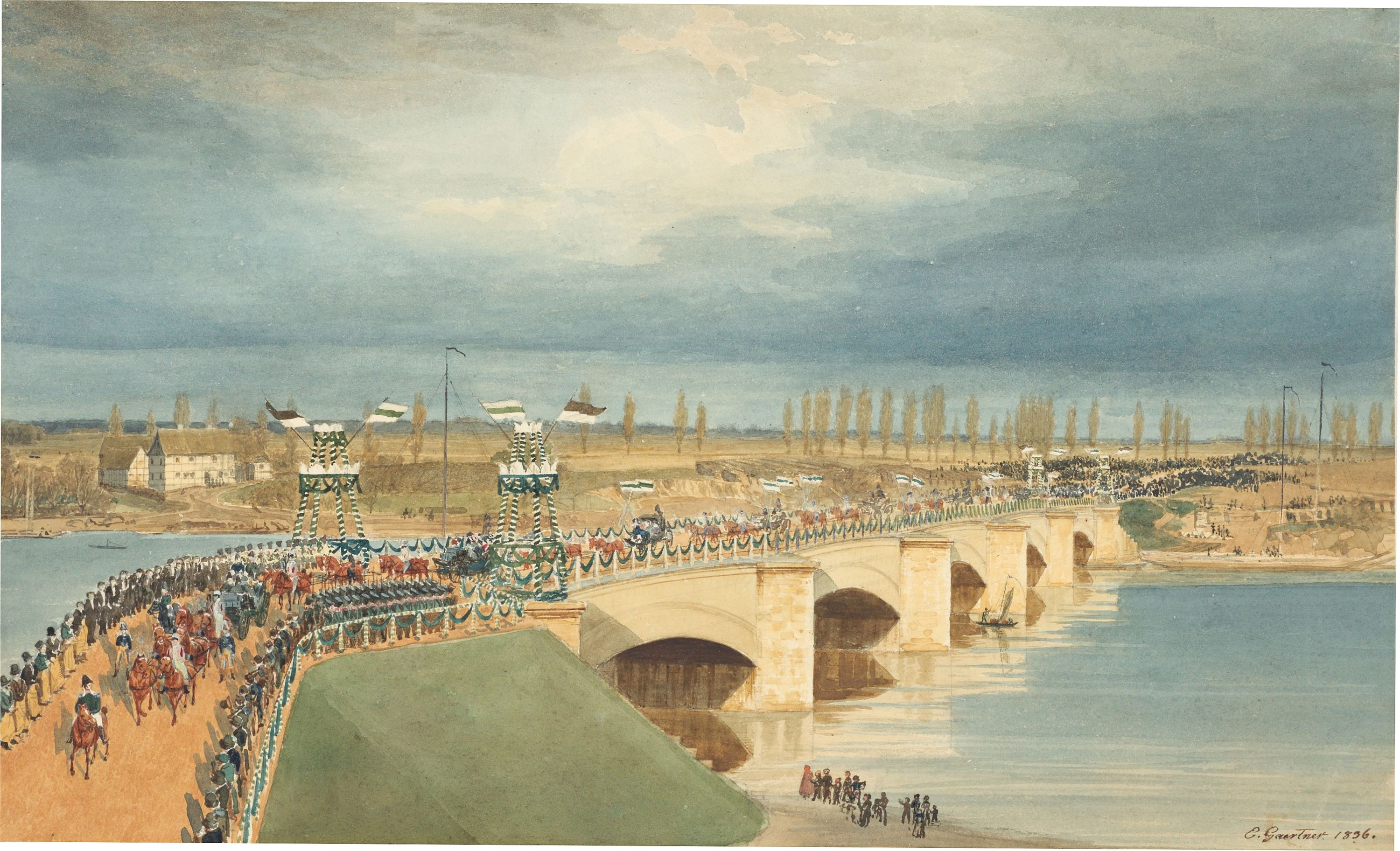
Eröffnung der Brücke, Gemälde von Eduard Gaertner 1836

Im Jahr 1813 wurde an Stelle der zerstörten Brücke wieder eine Fähre in Betrieb genommen. Anstehende Reparaturen an der Fähre und größere Mengen Sturmholz eines Orkans vom 18. Dezember 1833 veranlassten Herzog Leopold Friedrich von Anhalt-Dessau, einen Brückenneubau zu beauftragen. Im Frühjahr 1835 begann unter der Leitung des Baumeisters Heinrich Friedrich Vieth der Bau der vierten Brücke. Am 9. Dezember 1836 wurde das Bauwerk, das zwischen den beiden heutigen Brücken lag (51° 52′ 53″ N, 12° 14′ 13″ O) eingeweiht. Es war eine 216 m lange und etwa 8,5 m breite Holzkonstruktion mit vier Steinpfeilern und fünf Öffnungen, die lichte Weiten von 39,25 m besaßen. Die Pfeilergründung bestand aus Holzpfahlrosten. In den einzelnen Brückenfeldern waren hölzerne Bogenbrücken angeordnet, die nach Konstruktionsprinzipien von Carl Friedrich von Wiebeking entworfen wurden. Die Holzbinder waren mit Brettern so verschalt, dass der Eindruck einer Steingewölbebrücke entstand. Von 1841 bis 1886 wurde das Bauwerk auch als Eisenbahnbrücke über die Elbe genutzt, zwischen 1907 und 1945 verlief eine Straßenbahnstrecke von Dessau nach Roßlau auf dem Bauwerk.
In der Nacht vom 1. zum 2. März 1945 zerstörte ein Brand, vermutlich durch Funkenflug von einer Dampflokomotive verursacht, die über hundert Jahre alte hölzerne Straßenbrücke. Eine Behelfsbrücke, deren Überbau in jeder Öffnung aus sieben bogenförmigen Hallenbindern bestand, diente bis 1960 dem Straßenverkehr.

## Brücke von 1960

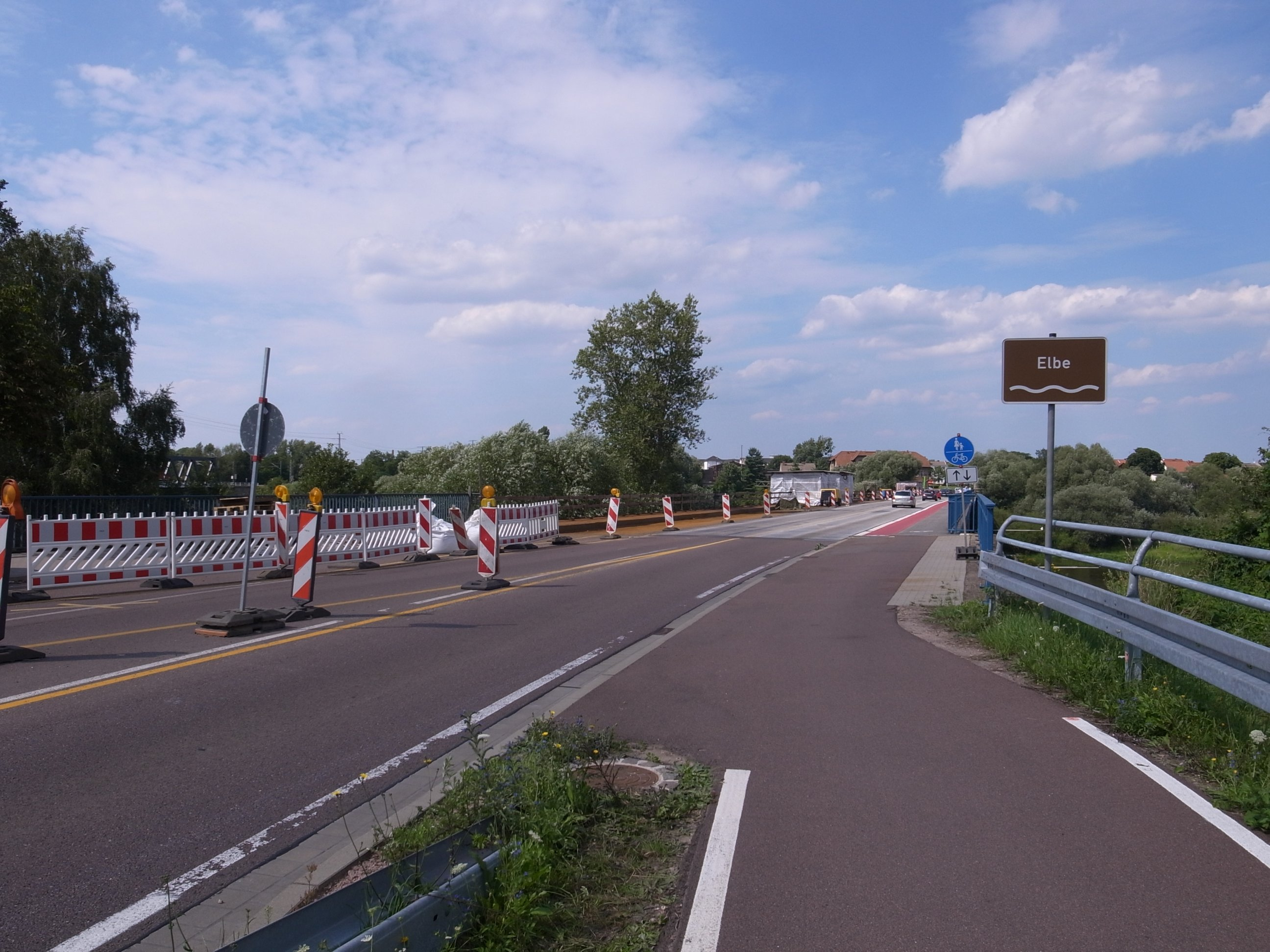
Sanierungsarbeiten 2010/11

Die Straßenbrücke ist für drei Fahrstreifen, beidseitig angeordnete Gehwege und unterstromseitig einen Radweg ausgelegt. Der Neubau wurde stromaufwärts in einer geänderten Straßentrasse am 7. Oktober 1960 dem Verkehr übergeben. Die kleinste Durchfahrtshöhe beträgt beim höchsten Schifffahrtswasserstand 5,42 m mit einem Pegelstand von 5,35 m, womit das Bauwerk zu den niedrigsten Brücken über der Elbe gehört.

### Konstruktion
Das Bauwerk ist eine 287,3 m lange Stahlbrücke mit vier Öffnungen. In Längsrichtung ist der Durchlaufträger das Bauwerkssystem. Die Stützweiten der Balkenbrücke betragen im südlichen Randfeld 66,3 m, es folgen die Stromfelder mit 88,4 m und 72,93 m sowie das nördliche Randfeld mit 59,67 m. In Querrichtung ist als Bauwerkssystem ein zweizelliger, 2,6 m hoher Stahlhohlkasten vorhanden. Dieser besitzt eine 16,1 m breite orthotrope Fahrbahnplatte und eine 10,0 m breite Bodenplatte.
Bei der Bauausführung wurde jeweils eine Hälfte des vollgeschweißten Überbaus an einem Widerlager zusammenmontiert, über Hilfsstützen eingerollt und in der Brückenmitte am Schlussstoß zusammengeschweißt.
Zwischen den Jahren 1991 und 1992 wurde eine umfangreiche, insbesondere den Korrosionsschutz umfassende, Instandsetzung durchgeführt. Die Fahrbahn der Brücke erhielt dabei eine Taumittelsprühanlage.